# Johann Faber (Unternehmen)
Die Bleistift-Fabrik vormals Johann Faber, AG (bis 1895 Johann Faber) war ein deutscher Schreibwarenhersteller mit Sitz in Nürnberg und zeitweise eines der weltweit größten Unternehmen dieser Branche.

## Geschichte

### Anfänge
Johann Faber, bis 1876 Teilhaber und beschäftigt im Unternehmen seines Bruders Lothar von Faber, legte im Juni 1878 den Grundstein für seine eigene Bleistiftfabrik in der Schanzäckerstraße in Gostenhof. Die Fabrik nahm ein Jahr später den Betrieb mit etwa 50 Arbeitern auf; die Schutzmarke der Firma stellten zwei sich kreuzende Hämmer dar. Da Johann Faber bei A. W. Faber im technisch-herstellerischen Bereich tätig war, kannte er die Anforderungen an einen qualitativ hochwertigen Bleistift. Dementsprechend konnte er seine Firma von Anfang mit modernerer Technik als das Unternehmen seines Bruders ausstatten beziehungsweise allgemein mit dem neuesten technischen Stand.
Der Absatz stand anfangs allerdings vor großen Schwierigkeiten, da über einen längeren Zeitraum eine ganze Reihe sogenannter „Pseudo-Fabers“ (also minderwertige Stifte mit Stempeln wie A. B. Faber, G. W. Faber oder J. W. Faber) von diversen Herstellern auf den Markt gebracht wurden und man somit gegenüber einer neuen Marke mit Namen „Faber“ skeptisch eingestellt war. Jedoch konnte Johann Faber mit kostenfrei verteilten Produktmustern von einer guten Produktqualität überzeugen, somit änderte sich die öffentliche Meinung bezüglich Johann Fabers Stiften bald zum Positiven. Lothar von Faber versuchte bald gegen seinen Bruder gerichtlich vorzugehen, indem er behauptete, dass Johann Fabers Fabrikate Imitate seiner Marke seien. 1883 entschied ein Gericht zu Johann Fabers Gunsten, sodass er seinen eigenen Namen auf den Produkten führen durfte, ohne eine Markenverletzung der Firma seines Bruders zu begehen.

### Expansion
Nach den überwundenen anfänglichen Schwierigkeiten konnte das Unternehmen rasch expandieren: Bereits drei Jahre nach der Gründung wurde eine eigene Verkaufsniederlassung in London eröffnet, im Jahr darauf eine in Paris, da sich der innerhalb kürzester Zeit schnell gestiegene, internationale Absatz nicht mehr von Nürnberg aus kontrollieren ließ. 1884 übergab Johann Faber die Leitung der Fabrik an seine beiden Söhne Carl und Ernst, die er bereits zu Beginn als Teilhaber der Firma mit aufgenommen hatte. 1890 wurde eine weitere Niederlassung, in Mailand, eingerichtet und eigene Handelsreisende bereisten und belieferten den Markt aller Kontinente. Am 29. Juli 1895 wurde die Firma in eine Aktiengesellschaft umgewandelt.
1887 erwarb Johann Faber die Nägeleinsmühle in Nürnberg, dort wurde fortan mit Hilfe der Wasserkraft das Rohmaterial für die Bleistifte verarbeitet. Johann Faber war die erste deutsche Bleistiftfabrik, welche neuartige Walzenmühlen verwendete, um den Graphit mit Ton zu mischen, da es bei den bisherigen Bleimühlen vorkommen konnte, dass von den Mühlsteinen kleine Sandkörner in die Graphitmasse gelangten, wodurch die Minen auf dem Papier „kratzten“. Mit den neuen Mühlen konnte somit die Qualität der Bleistiftminen verbessert werden. In der Folgezeit steigerte die Fabrik ihre Produktion innerhalb kürzester Zeit sehr schnell. Um 1900 war Johann Faber für etwa 30 Prozent der Produktion aller zur damaligen Zeit in Bayern bestehenden 26 Bleistiftfabriken verantwortlich. Die mehreren hundert Maschinen der Fabrik in Gostenhof wurden von vier Dampfmaschinen sowie fünf Elektromotoren, die zusammen eine Gesamtleistung von 900 PS aufwiesen, angetrieben. 1908 wurde eine Zweigfabrik in der Nürnberger Dianastraße eingerichtet, welche die Nägeleinsmühle ersetzte, da diese für die steigende Produktion zu klein geworden war. Im Jahr darauf wurde eine weitere Zweigfabrik, diesmal in Wilmington, Delaware, gegründet (die Johann Faber Pencil Inc.), da die Zollverhältnisse Exporte in die Vereinigten Staaten erschwerten. Um 1910 war Johann Faber die größte Bleistiftfabrik Deutschlands und eine der bedeutendsten weltweit, sie produzierte mehr als ihr größter Konkurrent Faber-Castell. So stellte die Fabrik beispielsweise wöchentlich „18.000 Gros Blei- und Farbstifte“ her und verbrauchte jährlich 3.000.000 kg Zedernholz sowie 120.000 kg Graphit. Das Firmenkapital belief sich 1913 auf 3.600.000 Mark, aufgeteilt in 3600 Aktien zu je 1000 Mark.
Die Produkte von Johann Faber wurden mit Preismedaillen auf internationalen Ausstellungen in Amsterdam (1883), Kalkutta (1883/84), London (1884), Antwerpen (1885), Adelaide (1887), Melbourne (1888), Brüssel (1888) sowie in Turin 1911 ausgezeichnet.

### Die letzten Jahre
1931 gründeten Johann Faber und der böhmische Bleistifthersteller L. & C. Hardtmuth eine Fabrik als gemeinsame Tochtergesellschaft in Rumänien. Im folgenden Jahr gründete Johann Faber zusammen mit brasilianischen Geschäftspartner in São Carlos die Lapis Johann Faber Ltd. als weitere Tochtergesellschaft, die sich rasch zur größten Bleistiftfabrik Südamerikas entwickelte. Johann Faber betrieb bereits seit einigen Jahren kleinere Fabriken in Brasilien. Ab 1937 beteiligte sich auch Faber-Castell an dieser Tochtergesellschaft. Heute ist diese Fabrik die größte Farbstiftfabrik der Welt.
Anfang 1932 schlossen sich die A. W. Faber Castell-Bleistiftfabrik AG, die Bleistiftfabrik vorm. Johann Faber, AG und die Koh-i-noor Bleistiftfabrik L. & C. Hardtmuth (die damals drei größten europäischen Schreibwarenhersteller) zu einer Interessensgemeinschaft zusammen, um eine gegenseitige Konkurrenz zu vermeiden, da die Fabriken auf Grund von importierten US-amerikanischen Produkten lediglich zu 60 % ausgelastet waren. Die rechtliche Selbstständigkeit der Firmen blieb dabei jedoch erhalten. Wenig später traten A. W. Faber und Johann Faber in eine gemeinsame Betriebsgemeinschaft ein. Hierbei produzierten zunächst beide Firmen in ihren eigenen Werken weiter, die gemeinsamen Erträge dieser Betriebsgemeinschaft entfielen jedoch zu 65 % auf A. W. Faber und zu 35 % auf Johann Faber. Nach und nach wurde die Fabrikation von Johann Faber jedoch auf die Faber-Castell'schen Werke übertragen und Faber-Castell hielt bald 100 % Aktienbeteiligung an der Johann Faber AG. 1942 wurde Johann Faber endgültig übernommen beziehungsweise ging in Faber-Castell auf und die Firma Johann Faber erlosch. Jedoch wurde Johann Fabers erfolgreiche und beliebte Produktmarke Goldfaber von Faber-Castell weitergeführt.

## Produkte
Johann Faber stellte unter anderem verschiedenste Sorten von Blei- und Farbstiften (es gab „Farbstifte mit beweglichen Minen“, eine andere Produktlinie für Farbstifte in 48 Tönen war Creta Polycolor), Federhalter, Kreiden, Kopierstifte und sogenannte Dermatographen-Stifte (die besonders gut auf der menschlichen Haut schreiben sollen) her. Aber auch Zusatzutensilien wie Stift-Etuis, Radiergummis, Spitzmesser und ab 1893 Anspitzer wurden vom Unternehmen fabriziert. Johann Faber hatte sich 1893 einen Bleistiftanspitzer (mit dem Namen Acme) patentieren lassen und war somit eines der ersten Unternehmen, welches einen „modernen“ Handanspitzer in größerem Stil vertrieb (es gab zwar bereits spitzerähnliche Erfindungen, jedoch wurden Stifte meist immer noch mit einem Messer angespitzt). Fabers Anspitzer bestand aus einem kleinen Messinggehäuse mit auswechselbarer Klinge und war zu Beginn des 20. Jahrhunderts in vielen Büroartikel-Katalogen vertreten.

## Trivia
In einem Sherlock-Holmes-Abenteuer aus dem Jahr 1904 weist Holmes Watson darauf hin, dass „die meisten Bleistifte von Johann Faber hergestellt werden“. In dieser Erzählung hatte ein Student mit einem Bleistift (vor einer Prüfung) Prüfungsfragen abgeschrieben und der Dozent wollte erfahren, welcher seiner Studenten das gewesen sein mag. Holmes folgerte aus den am Boden liegenden (vom Anspitzen stammenden) Holzschnitzeln sowie der Mine, dass der Bleistift von Johann Faber stammen müsse, da dies „kein gewöhnlicher Bleistift“ gewesen ist, er „größer als normal und ziemlich weich“ sei und auf einem Span noch die Buchstaben „NN“ zu erkennen waren. Somit müsse man nur noch den Studenten ausfindig machen, der einen Johann Faber-Bleistift besitzt, auf dem noch das Wort „Faber“ zu erkennen ist.
In Schweinau gab es einen bereits 1866 gegründeten Blei- und Farbstifthersteller mit dem Namen Johann (Heinrich) Faber bzw. J. H. Faber, der nicht mit der Johann Faber AG verwechselt werden darf (und dessen Gründer auch nicht mit den Fabers aus Stein verwandt gewesen ist). Dieser Schweinauer Betrieb firmierte ab etwa 1920 unter dem Namen Bavaria-Bleistiftfabrik und stellte erst 1976 den Betrieb ein.

## Bilder

Auszug aus der Firmenbilanz vom 30. Juni 1901.
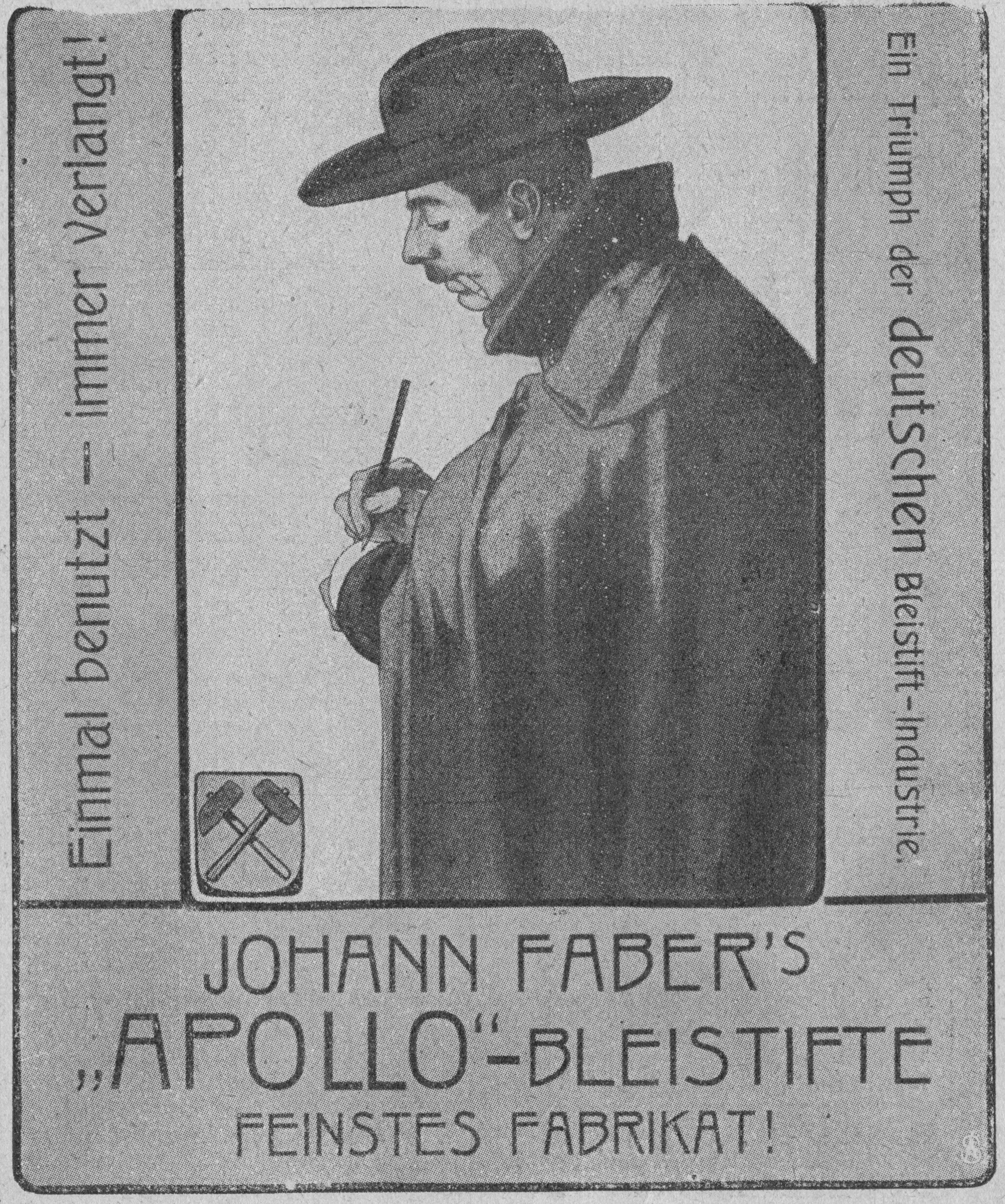
Anzeige für Johann Faber's Apollo Bleistifte.
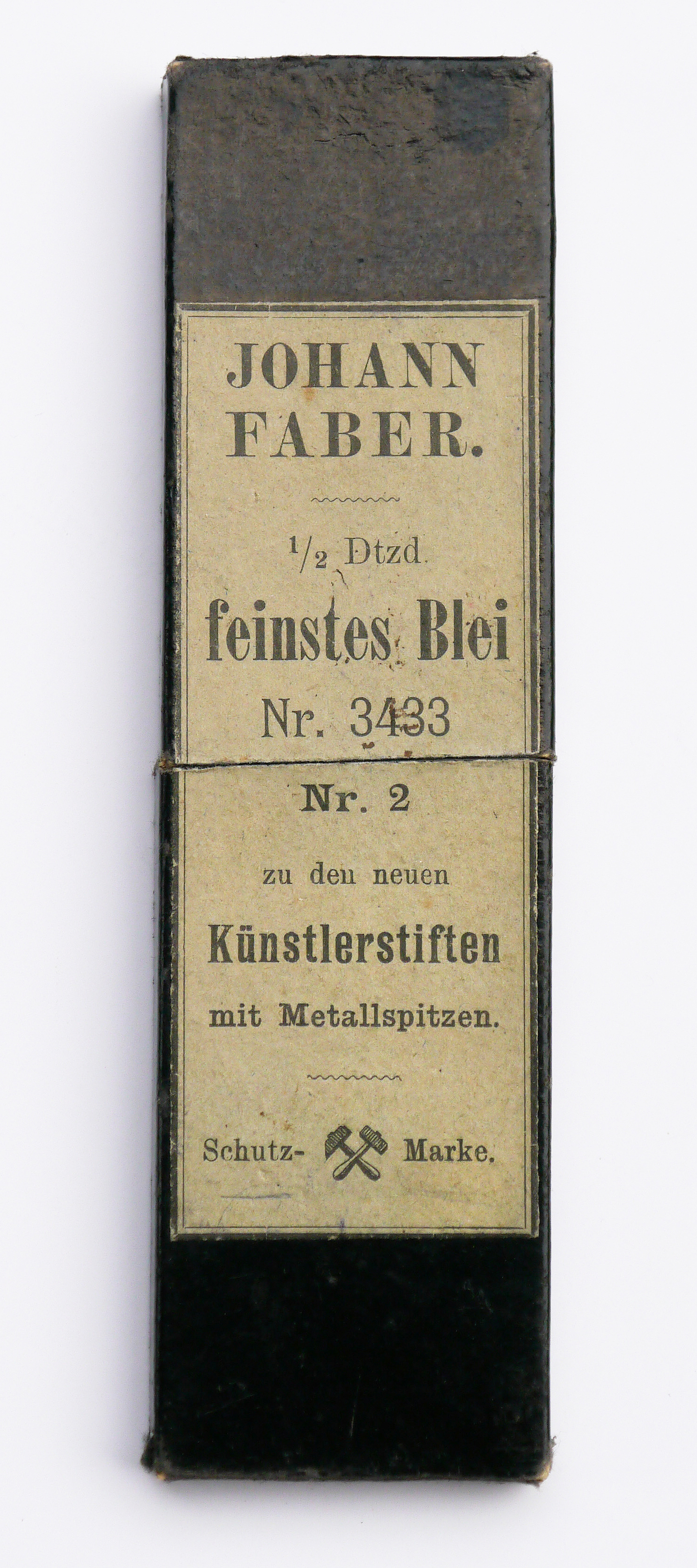
Johann Faber – feinstes Blei
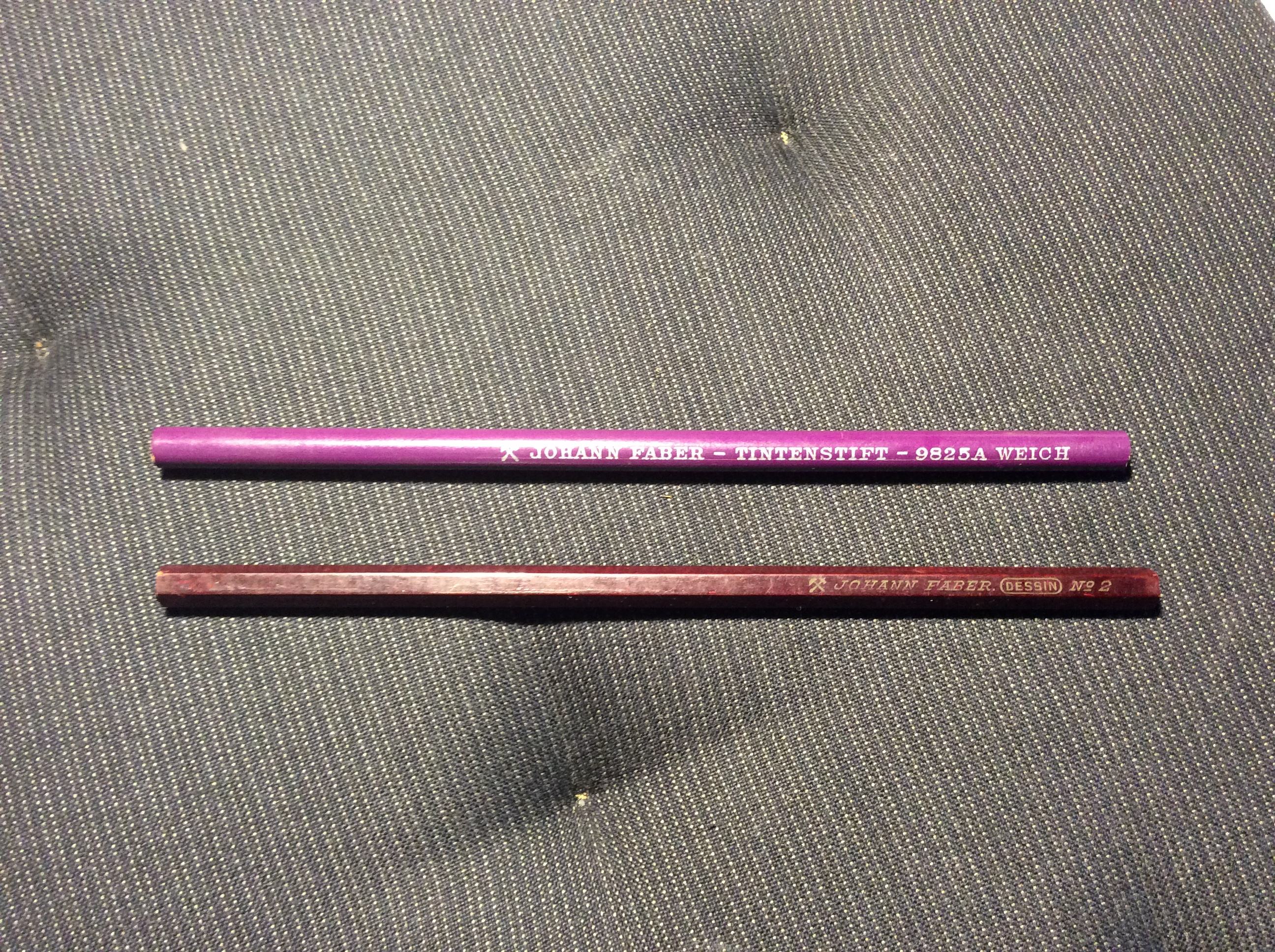
Ein Tintenstift sowie ein Bleistift von Johann Faber.